# Mahavelona
Mahavelona är en ort i Madagaskar.   Den ligger i regionen Atsinananaregionen, i den nordöstra delen av landet, 250 km nordost om huvudstaden Antananarivo. Mahavelona ligger 11 meter över havet och antalet invånare är 7 987.
Terrängen runt Mahavelona är platt. Havet är nära Mahavelona åt nordost.  Det finns inga andra samhällen i närheten. 